# 戰神五號運載火箭
戰神五號運載火箭(原稱為貨物運載火箭或稱CaLV)，是星座計畫中的貨物運載火箭，戰神五號運載火箭將在NASA計畫的重返月球運載牵牛星号登月舱和地球出发级。重返月球計畫由戰神一號運載火箭運載獵戶座太空船與戰神五號運載其它艙組結合在一起飛向月球。戰神系列運載火箭的戰神是由希臘神話命名而來。
2010年10月美國總統簽署法案，包括戰神五號火箭在內的星座计划宣告終結，但相關技術很可能用於未來的太空探索計劃。

## 設計
戰神五號運載火箭被設計為大型太空載具，能運送大量的原料及金屬到月球，並提供繞地軌道外的太空人之生活物資。戰神五號運載火箭是一臺雙節式火箭，第一節有兩具固態助推器及液態氫作為推進動力;第二節僅使用一台J-2X火箭發動機。
如同太空梭一般，戰神五號運載火箭的第一節使用兩種動力方式，即是固液燃料並行制。戰神五號運載火箭的固態火箭是太空梭固態助推器的改良版，擁有五個節段，而非太空梭的四個節段。此外，戰神五號運載火箭所使用的是五具RS-68發動機，相接一個比太空梭液態氫/液態氧儲存槽還大的槽體。原本美國國家航空暨太空總署打算使用五具太空梭主發動機替代RS-68發動機，但最後仍決定使用RS-68(现在已计划使用六具RS-68。),因為它的價格低廉且設計簡單，更重要的是其超大推力(650000磅/每具,294.835公噸重推力)。
第二節所使用的發動機是從農神系列運載火箭的上面级改良而成，即地球出发级（EDS）。地球出发级使用一具J-2X火箭發動機(也用在戰神一號運載火箭的第二節),使用範圍廣泛，可用在發射至月球的推進器，也可酬載大質量物體到近地球軌道。在飛往月球的任務中，地球出发站會點燃發動機兩次，第一次是將獵戶座太空船與之結合在一起，第二次則將整體送至月球。
戰神五號運載火箭的酬載能力約為130公噸到低地球軌道，與農神5號運載火箭或蘇聯的能量號運載火箭同等，甚至可將人類送至火星，只要再裝上LSAM基本型或半人馬座上面節的推進器，更可以將伽利略号探测器與卡西尼號之加總重量運至太陽系之外。
戰神五號運載火箭在星座計畫是屬於純貨運太空運載工具而非像太空梭或農神5號運載火箭一樣的人員貨物並運制，星座計畫是屬於人員貨物分運制，戰神一號運載火箭運載太空人;戰神五號運載火箭運載貨物。不必同時運送人員和貨物，戰神系列運載火箭有較多重的酬載，更可適用特殊的酬載物品，使用目的更為廣泛。
戰神五號運載火箭是美國國家航空暨太空總署新的大型運載火箭，主要用途是可增加地球逃脫節和月球登艇的功能，甚至成為國際太空站新的酬載艙組的運載火箭。美國國家航空暨太空總署最終目標是進行人類登陸火星的計畫。 改进戰神五號運載火箭的任務由馬歇爾太空飛行中心负责;而艾姆斯研究中心(Ames Research Center)負責管理戰神五號運載火箭整個發射過程的安全，在整個表面塗布隔熱塗料。格倫研究中心(Glenn Research Center)主要負責牵牛星号的推進器及戰神五號運載火箭的推力系統和發動機推力系統控制。蘭利研究中心(Langley Research Center)負責戰神五號運載火箭的空氣動力學设计。

## 戰神五號運載火箭的其它功用

計畫標誌

雖然戰神五號運載火箭只是一個中程計畫，美國國家航空暨太空總署仍計畫發展它酬載各方面酬載物的能力，沿用已經退役的阿波羅應用計畫。
其中一個提案是建造一座直徑八公尺以上的光學望遠鏡，位置在低地球軌道或太陽同步軌道。此光學望遠鏡的重要部分是可頂替哈伯望遠鏡的地位和提供比哈伯望遠鏡更好的觀測能力。不需經過太空人到軌道位置且發射一次就可讓望遠鏡到達定位。

## 早期概念
當戰神五號運載火箭還未在美國國家航空暨太空總署聲名大噪時，在早先幾年時有一具與農神五號相似的大型運載火箭，是用來取代農神五號的火箭。
那就是在"火星任務"這本書中，作者羅伯特 蘇伯林(Robert Zubrin)說明一種可行的未來火箭，名字叫戰神運載火箭。在此書中的戰神運載火箭由太空梭的液態氫/液態氧儲存槽和三顆太空梭主發動機;第二節則使用一顆RL-10火箭發動機。

## 規格
- 火箭長度：109公尺（359呎）
- 火箭質量：3356.57噸（740萬磅）
- 可酬載質量：低地球軌道（LEO）130噸 至月球 64噸

## 影視介紹
- ，一部2015年美國科幻片中有提及。